# Maria Altagracia Tejada Quintana
Maria Altagracia Tejada Quintana (San Francisco de Macorís, 19 de septiembre de 1983) fue la primera piloto de combate de la República Dominicana y primera mujer Comandante del Escuadrón de Entrenamiento Aéreo de la Fuerza Aérea Dominicana (FAD).

## Carrera militar
Ingresó a la Academia Militar Batalla de las Carreras en el año 2002, perteneciendo a la primera promoción de mujeres cadetes en la historia de las Fuerzas Armadas, graduándose en diciembre de 2005 como Licenciada en Ciencias Militares y Aeronáuticas. Al  cuarto año de formación militar, aun siendo cadete  se gradúa  como piloto en  la escuela de aviación de República Dominicana, donde estudió durante aproximadamente tres años. Asistió  a la Escuela de Oficiales de Escuadrón Interamericana (ISOS), perteneciente a la Academia Interamericana de las Fuerzas Aéreas (IAAFA).
Luego de su graduación en el 2005, ingresó a la Escuela de Aviación de la Fuerza Aérea de República Dominicana y terminó su entrenamiento de Piloto Aviador en el 2007.  Pasó a ser parte del Escuadrón de Combate donde continuó capacitándose  y adquiriendo más experiencia en el área de aviación, convirtiéndose en la Primera Mujer Piloto de Aviones de Combate de la Fuerza Aérea de República Dominicana.
Continuó los entrenamientos tanto en el país como en el exterior, se pueden citar los siguientes:
Fisiología de vuelo, año 2010, (República Bolivariana de Venezuela)
Observador Militar de las Naciones Unidas, Año 2011, (Guatemala). 
Piloto de Prueba, año 2011, (Base Aérea San Isidro). Primera mujer en la Fuerza Aérea de República Dominicana en realizar dicho entrenamiento.
En el año 2012 se convierte en la primera mujer instructora de vuelo en la historia de la  Fuerza Aérea de República Dominicana. Ese mismo año continua sus entrenamientos y capacitaciones en la  Escuela Interamericana para Oficiales de Escuadrón y Liderazgo, en la Base Aérea de Lackland, San Antonio Texas, de  Interdicción Aérea, año 2012, (Colombia) y en el 2013 se gradúa como Piloto de Procedimientos de vuelo por Instrumentos de Base Aérea de Lackland, San Antonio Texas.
En el año 2015 fue invitada por los Estados Unidos para trabajar como Instructora de vuelo por instrumentos en la Academia Interamericana de las Fuerzas Aéreas (IAAFA) en la Base Aérea de Lackland, San Antonio Texas), siendo la primera mujer piloto extranjera que ocupa dicha posición, por esa razón  fue reconocida en el libro publicado por la Escuela en sus 75 años de historia. Sirvió  para IAAFA por tres años, hasta 2018. En el 2017 se entrenó en Advance Instrument School (AIS) Oklahoma, USA.
En septiembre del 2018, fue designada Comandante del Escuadrón de Entrenamiento Aéreo, convirtiéndose en la primera mujer que comanda un escuadrón de vuelo en la historia de la Fuerza Aérea de República Dominicana.

## Condecoraciones y reconocimientos
La Teniente Coronel Piloto María A. Tejada Quintana ha sido condecorada y reconocida en múltiple ocasiones por su trabajo dentro del cuerpo de la Fuerza Aérea de República Dominicana:
Medalla al Mérito de la Mujer, otorgada por el Señor Presidente Constitucional de la República Dominicana (2019). Archivado el 7 de mayo de 2019 en Wayback Machine.
Recibe la Medalla Mujer Destacada 2019, otorgada por el Ministro de Defensa de la República Dominicana
Medalla por Servicio Meritorio, otorgado por los Estados Unidos (2018).
Condecoración Orden al Mérito Aéreo, Distintivo Azul, Segunda categoría  (2018).
En el 2013 fue reconocida por el Comandante General de la Fuerza Aérea de República Dominicana por ser la Primera Mujer Piloto Instructora en la historia de la Fuerza Aérea de República Dominicana. Ese mismo año el Ayuntamiento de su pueblo natal la reconoce como "Hija Distinguida".
Durante sus entrenamientos en la Escuela Interamericana de las Fuerzas Aéreas (IAAFA) de  San Antonio Texas es reconocida primero en el 2016 como "Instructora Distinguida de la clase" y más tarde como "Instructora Distinguida del Cuartenio".